# Spie Batignolles
Spie Batignolles — французская строительная компания. Штаб-квартира расположена в Нёйи-сюр-Сен (пригород Парижа).

## История
Старейший предшественник был основан в 1846 году Эрнестом Гуэном под названием Ernest Gouin et Cie. Первоначально компания выпускала паровозы, но уже в 1847 году начала строительство мостов. Первый во Франции стальной мост был открыт в 1852 году в городе Аньер-сюр-Сен. С 1862 года компания начала строительство железных дорог. В 1871 году компания стала публичной и сменила название на Société de Construction de Batignolles (SCB, «Строительное общество Батиньоля»); Батиньоль — квартал в Париже.
В 1968 году произошло слияние SCB с компанией SPIE; объединённая компания получила название Spie Batignolles и контролировалась бельгийско-французской группой Empain-Schneider. В 1972 году была поглощена компания CITRA (Compagnie Industrial de Travaux), подрядчик при строительстве объектов инфраструктуры. В 1970-х годах новым направлением деятельности Spie Batignolles стала прокладка нефтепроводов. В 1989 году была куплена компания Drouard, ставшая основой подразделения по строительству железных дорог, в том же году Spie Batignolles вошла в состав консорциума по строительству Евротоннеля.
В 1980 году группа Empain-Schneider распалось, и Spie Batignolles оказалась дочерней структурой Schneider SA. В 1996 году руководство Spie Batignolles выступило с предложением выкупить компанию. В выкупе участвовало 80 % сотрудников Spie Batignolles, им удалось собрать 281 млн евро. Ещё 192 млн евро внесла британская компания AMEC, приобретя 46 % акций. В 1997 году Spie Batignolles купила нидерландскую компанию Melotte и в том же году сменила название на Spie S.A. В 2003 году AMEC увеличила свою долю до 100 %, в результате образовалась компания Amec Spie; тогда же строительное подразделение было выделено в самостоятельную компанию, сохранившую название Spie Batignolles.
В 2005 году была куплена компания Eurelec, специализировавшаяся на строительстве энергетических объектов. В 2006 году была приобретена компания Valérian, специалист в области земляных работ. Следующим приобретением стал подрядчик строительства дорог Malet в 2009 году. В 2019 году была поглощена компания Vallia, ставшая основой подразделения ландшафтного дизайна.

## Деятельность
Компания занимается строительством, техническим обслуживанием и сносом объектов инфраструктуры и жилой недвижимости. Среди основных направлений — энергетическая инфраструктура, тоннели, мосты, автомобильные и железные дороги.
Выручка компании за 2023 год составила 2,45 млрд евро, из них 97 % пришлось на Францию. Зарубежная деятельность осуществляется через дочернюю компанию Spie Batignolles International Contracting LLC, базирующуюся в Абу-Даби.

### Проекты
Среди крупнейших проектов, в строительстве или реконструкции которых Spie Batignolles принимала участие — Евротоннель между Францией и Великобританией, Трансальпийская железнодорожная линия Лион — Турин, Трансгабонская железная дорога, линия E RER, вокзал Ла-Дефанс, вокзал Сен-Лазар, линия B Тулузского метрополитена, Лилльский метрополитен, Лиссабонский метрополитен, Каирский метрополитен, мост Нормандии, мост Пегас, автомобильные туннели Ла-Бюссьер и Шалоссе, автомобильные туннели Велики-Гложац и Яворова-Коса в Хорватии, терминал 2F международного аэропорта Париж — Шарль-де-Голль, международный аэропорт Бордо — Мериньяк, небоскрёб Тур Карпе Дием, офисы Rolex в Женеве, собор Воскресения Христова в Эври, Музей Гуггенхайма в Абу-Даби, кинотеатр La Géode в Париже, АЭС Коберг в ЮАР и АЭС Даявань в Китае.